# مدار ۷۸ درجه شمالی
مدار ۷۸ درجه شمالی، دایره‌ای از عرض جغرافیایی است که در ۷۸ درجهٔ شمالی خط استوا  قرار دارد.

## گذر از مناطق
از نصف‌النهار مبدأ شروع می‌شود و به سمت مشرق ۷۸ درجه شمالی از موارد زیر گذر می‌کند:
| مختصات‌ها                                             | کشور، قلمرو یا دریا     | توضیحات                                                        |
| ---------------------------------------------------- | ----------------------- | -------------------------------------------------------------- |
| ۷۸°۰′ شمالی ۰°۰′ شرقی / ۷۸٫۰۰۰°شمالی ۰٫۰۰۰°شرقی      | اقیانوس اطلس            | دریای گرینلند                                                  |
| ۷۸°۰′ شمالی ۱۳°۳۹′ شرقی / ۷۸٫۰۰۰°شمالی ۱۳٫۶۵۰°شرقی   | نروژ                    | سوالبارد - جزیرهٔ اسپیتس‌برگن                                    |
| ۷۸°۰′ شمالی ۱۸°۲۵′ شرقی / ۷۸٫۰۰۰°شمالی ۱۸٫۴۱۷°شرقی   | Storfjorden             |                                                                |
| ۷۸°۰′ شمالی ۲۱°۸′ شرقی / ۷۸٫۰۰۰°شمالی ۲۱٫۱۳۳°شرقی    | نروژ                    | سوالبارد - جزیرهٔ Edgeøya                                       |
| ۷۸°۰′ شمالی ۲۳°۱۶′ شرقی / ۷۸٫۰۰۰°شمالی ۲۳٫۲۶۷°شرقی   | دریای بارنتز            |                                                                |
| ۷۸°۰′ شمالی ۶۷°۴۸′ شرقی / ۷۸٫۰۰۰°شمالی ۶۷٫۸۰۰°شرقی   | دریای کارا              |                                                                |
| ۷۸°۰′ شمالی ۹۹°۳۵′ شرقی / ۷۸٫۰۰۰°شمالی ۹۹٫۵۸۳°شرقی   | روسیه                   | سورنایا زملیا - جزیره بولشویک                                  |
| ۷۸°۰′ شمالی ۱۰۰°۲۳′ شرقی / ۷۸٫۰۰۰°شمالی ۱۰۰٫۳۸۳°شرقی | دریای کارا              |                                                                |
| ۷۸°۰′ شمالی ۱۰۳°۲۴′ شرقی / ۷۸٫۰۰۰°شمالی ۱۰۳٫۴۰۰°شرقی | دریای لاپتف             | گذرکردن از جنوب Maly Taymyr Island, روسیه                      |
| ۷۸°۰′ شمالی ۱۲۳°۱۵′ شرقی / ۷۸٫۰۰۰°شمالی ۱۲۳٫۲۵۰°شرقی | اقیانوس منجمد شمالی     |                                                                |
| ۷۸°۰′ شمالی ۱۱۴°۴۳′ غربی / ۷۸٫۰۰۰°شمالی ۱۱۴٫۷۱۷°غربی | کانادا                  | نورت‌وست تریتوریز - Brock Island                                |
| ۷۸°۰′ شمالی ۱۱۴°۱۹′ غربی / ۷۸٫۰۰۰°شمالی ۱۱۴٫۳۱۷°غربی | Wilkins Strait          |                                                                |
| ۷۸°۰′ شمالی ۱۱۲°۲۵′ غربی / ۷۸٫۰۰۰°شمالی ۱۱۲٫۴۱۷°غربی | کانادا                  | نورت‌وست تریتوریز - جزیره کینگ مکنزی نوناووت - جزیره کینگ مکنزی |
| ۷۸°۰′ شمالی ۱۰۹°۳۶′ غربی / ۷۸٫۰۰۰°شمالی ۱۰۹٫۶۰۰°غربی | دریای پرنس گوستاو آدولف |                                                                |
| ۷۸°۰′ شمالی ۱۰۵°۱۹′ غربی / ۷۸٫۰۰۰°شمالی ۱۰۵٫۳۱۷°غربی | Maclean Strait          |                                                                |
| ۷۸°۰′ شمالی ۱۰۲°۵۱′ غربی / ۷۸٫۰۰۰°شمالی ۱۰۲٫۸۵۰°غربی | Danish Strait           | گذرکردن از شمال King Christian Island, نوناووت, کانادا         |
| ۷۸°۰′ شمالی ۱۰۰°۴۷′ غربی / ۷۸٫۰۰۰°شمالی ۱۰۰٫۷۸۳°غربی | کانادا                  | نوناووت - جزیره الف رینگنس                                     |
| ۷۸°۰′ شمالی ۹۹°۲′ غربی / ۷۸٫۰۰۰°شمالی ۹۹٫۰۳۳°غربی    | Hassel Sound            |                                                                |
| ۷۸°۰′ شمالی ۹۷°۲۸′ غربی / ۷۸٫۰۰۰°شمالی ۹۷٫۴۶۷°غربی   | کانادا                  | نوناووت - جزیره آموند رینگنس                                   |
| ۷۸°۰′ شمالی ۹۵°۱′ غربی / ۷۸٫۰۰۰°شمالی ۹۵٫۰۱۷°غربی    | Norwegian Bay           |                                                                |
| ۷۸°۰′ شمالی ۸۷°۵۰′ غربی / ۷۸٫۰۰۰°شمالی ۸۷٫۸۳۳°غربی   | Baumann Fiord           |                                                                |
| ۷۸°۰′ شمالی ۸۵°۲۴′ غربی / ۷۸٫۰۰۰°شمالی ۸۵٫۴۰۰°غربی   | کانادا                  | نوناووت - جزیره الزمیر                                         |
| ۷۸°۰′ شمالی ۷۵°۴۸′ غربی / ۷۸٫۰۰۰°شمالی ۷۵٫۸۰۰°غربی   | Nares Strait            |                                                                |
| ۷۸°۰′ شمالی ۷۲°۱۸′ غربی / ۷۸٫۰۰۰°شمالی ۷۲٫۳۰۰°غربی   | گرینلند                 | سرزمین اصلی و islands in Jøkelbugten                           |
| ۷۸°۰′ شمالی ۱۸°۵۲′ غربی / ۷۸٫۰۰۰°شمالی ۱۸٫۸۶۷°غربی   | اقیانوس اطلس            | دریای گرینلند                                                  |